# Reyhan Topçubaşova
Reyhan Topçubaşova (ur. 15 grudnia 1905 w Qubie, zm. 5 marca 1970 w Baku) – jedna z pierwszych azerskich malarek, w 1943 uhonorowana tytułem Zasłużonego Działacza Sztuk Azebejdżańskiej SRR.

## Życiorys
W dzieciństwie przejawiała zainteresowanie sztuką: rysowała ołówkiem, chętnie słuchała muzyki. Ukończyła otwartą w 1901 muzułmańską szkołę z internatem dla dziewcząt, powstałą z inicjatywy rosyjskiej cesarzowej Aleksandry. Jej nauczycielką była siostra ojca, Səkinə Axundzadə.
Do 1923 Reyhan pracowała jako nauczycielka. Studiowała grę na fortepianie w konserwatorium muzyczym. W 1923 poślubiła lekarza Mustafę Topçubaşova. W 1924 urodziła syna Ibrahima, w 1927 bliźniaczki Zemfirę i Elmirę. Zajęła się wychowaniem dzieci i przerwała edukację.
Z czasem Reyhan zainteresowała się malarstwem. W latach 1931–1935 studiowała w Państwowej Wyższej Szkole Sztuk Plastycznych w Baku. W latach 1941–1945 była wiceprzewodniczącą Zarządu Związku Artystów Azerbejdżanu.
Od 1936 prace Reyhan były prezentowane na wystawach państwowych. Malowała portrety (m.in. Nizamiego), pejzaże (m.in. widok na Basztę Dziewiczą w Baku), martwe natury, sceny rodzajowe (np. przedstawienie azerskiego wesela). Jej prace pejzażowe dotyczą głównie krajobrazów Półwyspu Apszerońskiego. W 1938 zorganizowała wystawę prac azerskich artystek. Podejmowała wątki społeczno-polityczne, malując np. demonstracje Azerek i spotkania Rady Baku w 1920. W obawie przed komunistycznymi represjami w stosunku do ciotki Səkiny Axundzadə Reyhan spaliła jej prace.
W czasie II wojny światowej Reyhan przygotowywała plakaty propagandowe. Później projektowała kostiumy dla zespołów pieśni i tańca, teatrów i placówek artystycznych.
W 1950 skomponowała muzykę do baletu „Tarlan” A. Badalbeylego.
Zmarła po długiej chorobie.
Jej prace znajdują się w różnych muzeach w Baku.